# 九莲街道
九莲街道，是中华人民共和国四川省遂宁市船山区下辖的一个乡镇级行政单位。

## 行政区划
九莲街道下辖以下地区：
北兴社区、九莲社区、北坝村、石溪村、小坝村、杨板溪村、偏岩村、梓潼村、龙池村、洪江村、顺河村、顺江村、凤台村和黄连沱村。